# Толстиковы
Толстиковы — деревня в Оричевском районе Кировской области в составе Спас-Талицкого сельского поселения.

## География
Расположена на расстоянии примерно 5 км по прямой на юго-восток от райцентра поселка Оричи.

## История
Известна с 1873 года как починок Толстиковской, в котором отмечено дворов 18 и жителей 114, в 1905 (уже Вновь расчистной починок или Толстиковы) 28 и 132, в 1926 (деревня Толстиковы или Новорасчистное) 31 и 149, в 1950 28 и 90, в 1989 оставалось 5 жителей. Настоящее название утвердилось с 1939 года.  

## Население
Постоянное население составляло 0 человек в 2002 году, 2 в 2010.